# Tyto balearica
La lechuza gigante balear (Tyto balearica) es una especie extinta de ave estrigiforme de la familia Tytonidae. Era una lechuza gigante que pesaba unos 3 kg y alcanzaba más de 150 cm de envergadura. 

## Hallazgo y distribución
Fue descrita en 1981, y se pensaba que era endémica de las Gimnesias (Mallorca y Menorca). Recientemente se han hallado restos en la península ibérica, Sur de Francia, Córcega e Italia.

## Ecología y registro fósil
Se considera como el principal depredador del lirón gigante de Mallorca (Hypnomys morpheus) y de los demás micromamíferos endémicos de las Gimnesias en su tiempo: del Mioceno Superior  al Pleistoceno Medio. 

## Extinción
Se considera también que, en las islas, desapareció con la llegada del ser humano.[cita requerida]